# Lisa Oláh

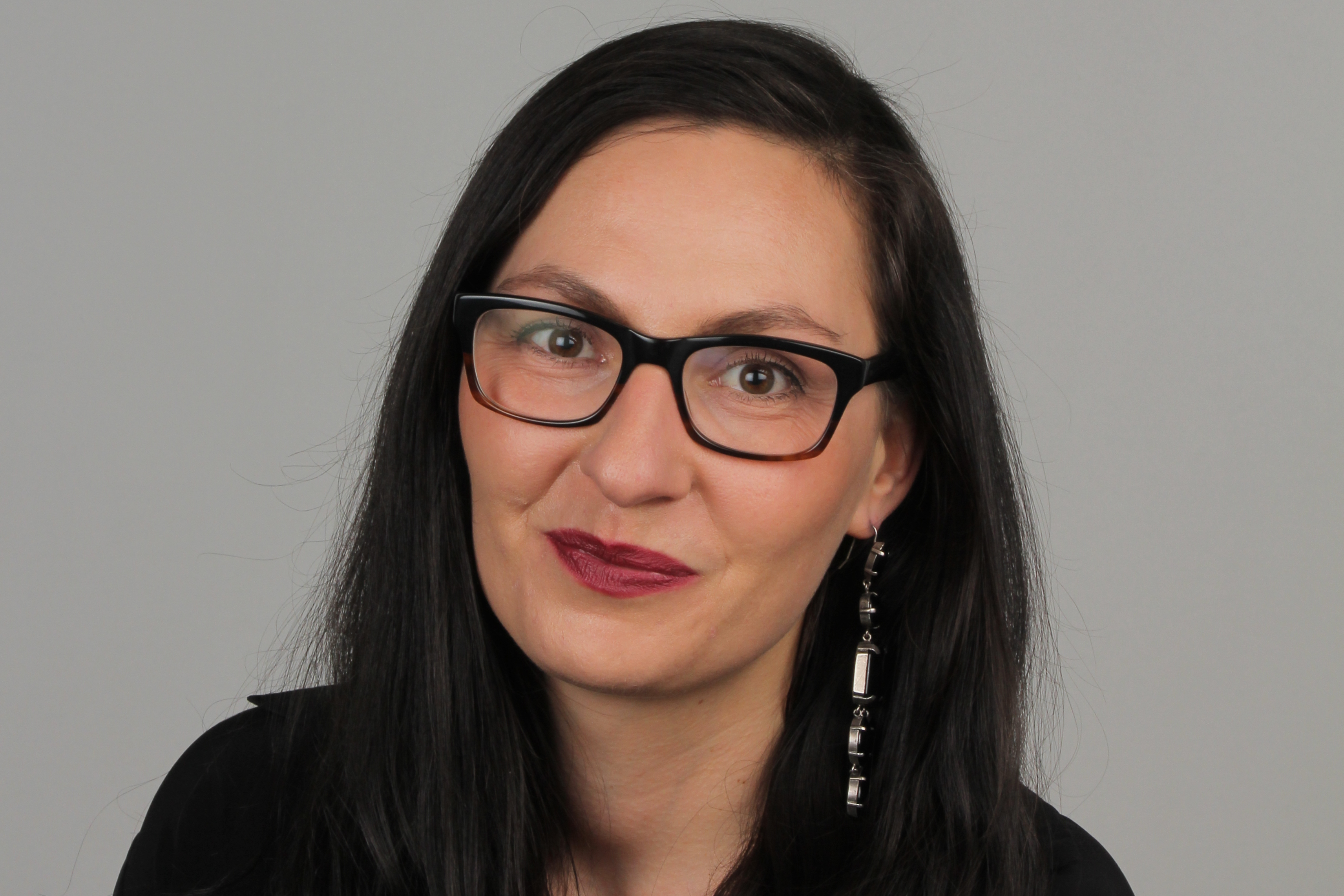
Lisa Oláh (2016)

Lisa Oláh (* 31. Juli 1978 in Wien) ist eine österreichische Casting-Direktorin.

## Leben
Lisa Oláh studierte von 1996 bis 1999 Philosophie. Parallel zu ihrem Studium und bis zum Jahr 2000 arbeitete sie als Regieassistentin und Bühnenbild-Assistentin an mehreren Theatern, darunter am Schauspielhaus Wien, am Schauspiel Frankfurt, am Schauspielhaus Graz und beim Steirischen Herbst. Ferner war sie beim Fernsehsender TIV und beim Filmproduktionsunternehmen Allegro Film tätig. Für den Film Twinni (2003) von Regisseurin Ulrike Schweiger wurde Oláh erstmals als Casting-Direktorin engagiert. Zahlreiche weitere Aufträge als Casting-Direktorin folgten, unter anderem mehrmals für Filme der Regisseure Wolfgang Murnberger und Antonin Svoboda. Bis 2007 verband sie eine Arbeitsgemeinschaft mit Markus Schleinzer. In den Filmen Die Klavierspielerin (2001) unter der Regie von Michael Haneke und Ravioli (2003) unter der Regie von Peter Payer ist sie selbst in kleinen Rollen als Schauspielerin zu sehen. Zu Oláhs zentralen Arbeiten als Casting-Direktorin zählen die Filme Women Without Men (2009), Chrieg (2014) und Die Geträumten (2016). Bei einem Fokus-Tag auf den Solothurner Filmtagen 2016 stellte sie ihre Arbeit als Casterin vor.
Oláh ist Mitglied der Akademie des Österreichischen Films.

## Filmografie
- 2003: Twinni
- 2004: Basta – Rotwein oder Totsein
- 2004: Welcome Home
- 2005: Tatort: Die schlafende Schöne
- 2006: Brüder III – Auf dem Jakobsweg
- 2006: Heute heiratet mein Mann
- 2006: Karo und der Liebe Gott
- 2006: Lapislazuli – im Auge des Bären
- 2007: Die Fälscher (österreichische Teile)
- 2007: Immer nie am Meer
- 2007: Tatort: Tödliche Habgier
- 2008: Ein Augenblick Freiheit
- 2008: Herrn Kukas Empfehlungen
- 2009: Pepperminta
- 2009: Women Without Men
- 2011: Michael
- 2012: Der Fall Wilhelm Reich
- 2012: Grenzgänger
- 2012: Die Lebenden
- 2013: Mary Queen of Scots
- 2013: Oktober November
- 2014: Chrieg
- 2014: Cure – Das Leben einer Anderen
- 2014: Fieber
- 2015: Drei Eier im Glas
- 2015: Jack
- 2016: Aloys
- 2016: Vor der Morgenröte
- 2016: Die Blumen von gestern
- 2016:	Die Nacht der 1000 Stunden
- 2016: Die Geträumten
- 2017:	Licht
- 2017: Das Testament
- 2017: Tiere
- 2018: Cops
- 2018: Angelo
- 2019: Nevrland
- 2019: Herzjagen
- 2021: Monte Verità – Der Rausch der Freiheit
- 2022: Breaking the Ice
- 2023: Wald